# Zvezdne steze (film)
Zvezdne steze (izvirno angleško Star Trek) je ameriški znanstvenofantastični film režiserja Jeffreyja Jacoba Abramsa. Scenarij zanj sta napisala Roberto Orci in Alex Kurtzman. Je enajsti film Zvezdnih stez in se časovno dogaja pred Prvo nanizanko. V njem so vsi glavni liki iz Prve nanizanke, ki jih igrajo novi igralci. Leonard Nimoy igra starejšega Spocka, ki prek potovanja v času sreča samega sebe. Eric Bana igra romulanskega nepridiprava Nera. Film so začeli predvajati 7. maja 2009 v Sloveniji, Avstraliji, Novi Zelandiji, 8. maja pa v Severni Ameriki in Združenem kraljestvu.
Prvi prizor je, ko Neronova ladja pride iz časovno manipulirane črne luknje. To je iz daljnje prihodnosti, kot je planet Romulus zaradi supernove njihove matične zvezde uničen. Neron se odloči maščevati in močno predela Romulansko ladjo za izkoriščanje rudarjenja v močno in neuničljivo križarko. Ta najprej pospravi 47 Klingonskih ptic ujed. Potem pa izstopi iz črne luknje in uniči ladjo Kirkovega očeta, ki s svojim darovanjem uspe rešiti več kot 800 oseb, vključno z njegovo ženo, ki ravno tedaj rodi. 
Potem se zgodba nadaljuje in spoznamo Kirka kot problematičnega mulca. Potem v pretepu v neki pivnici Kirk spozna kapitana Pikea, ki ga pregovori, da prestopi v Akademijo zvezdne flote. Tam najprej spozna doktorja Leonarda McCoya in Nyoto Uhuro.
Kmalu prispe iz prihodnosti tudi Spock in ga Neron skupaj z njegovo ladjo zajame. Potem se zgodi, da planet Vulkan požre črna luknja in počasi odkrivamo, da se zgodovina spremeni. Pike je zajet kot talec na ladji Nerona.  Potem sledimo zanimivi in dinamični poti Kirka, ki ga Spock z rešilno kapsulo spusti na planet Delta Vega. Tam sreča Spocka iz prihodnosti, ki mu razloži svojo zgodbo. Kirku uspe priti nazaj na ladjo. Skupaj s Spockom po tveganem manevru vstopa za Saturnovo luno Titanom, se odpravita proti Neronovi ladji in z njim uspešno opravita. 

## Vloge
- Chris Pine - James Tiberius Kirk
  - Jimmy Bennett - mladi James Kirk
- Zachary Quinto - Spock
  - Leonard Nimoy - starejši Spock
  - Jacob Kogan - mladi Spock
- Karl-Heinz Urban - Leonard McCoy
- Simon Pegg - Montgomery Scott
- Zoe Saldana - Uhura
- John Cho - Hikaru Sulu
- Anton Jelcin - Pavel Čehov
- Eric Bana - Nero
- Clifton Collins mlajši - general Ayel
- Bruce Greenwood - Christopher Pike
- Chris Hemsworth - George Samuel Kirk
- Jennifer Morrison - Winona Kirk
- Brad William Henke - Frank
- Spencer Daniels - George Samuel »Sam« Kirk mlajši
- Ben Cross - Sarek
- Winona Ryder - Amanda Grayson
- Greg Ellis - glavni inženir Olsen
- Faran Tahir - federacijski kapetan Robau
- Rachel Emily Nichols - Orionka
- Diora Baird - Orionka
- Tyler Perry - vodja Akademije Zvezdne flote
- Pavel Ličnikov - neznana vloga
- James Cawley - častnik Zvezdne flote
- Lucia Rijker - romulanska častnica za zvezo
- William Morgan Sheppard - Nezemljan